# Fussball-Club Rot-Weiß Erfurt 2005-2006
Questa voce raccoglie le informazioni riguardanti il Fussball-Club Rot-Weiß Erfurt nelle competizioni ufficiali della stagione 2005-2006.

## Stagione
Nella stagione 2005-2006 il Rot Weiss Erfurt, allenato da Pavel Dočev, concluse il campionato di Regionalliga nord al 14º posto. In Coppa di Germania il Rot Weiss Erfurt fu eliminato al secondo turno dal Kaiserslautern.

## Rosa
| N. |                      | Ruolo | Calciatore           |
| -- | -------------------- | ----- | -------------------- |
| 1  | Germania (bandiera)  | P     | Michael Ratajczak    |
| 2  | Nigeria (bandiera)   | C     | Henry Onwuzuruike    |
| 3  | Germania (bandiera)  | D     | Matthias Holst       |
| 4  | Germania (bandiera)  | D     | Stephan Hanke        |
| 5  | Germania (bandiera)  | C     | Björn Brunnemann     |
| 6  | Germania (bandiera)  | C     | Silvio Pätz          |
| 7  | Germania (bandiera)  | C     | Rico Kühne           |
| 8  | Bulgaria (bandiera)  | C     | Ilija Gruev          |
| 11 | Germania (bandiera)  | A     | Ronny Hebestreit     |
| 13 | Germania (bandiera)  | D     | Alexander Schnetzler |
| 14 | Germania (bandiera)  | D     | Tom Bertram          |
| 15 | Brasile (bandiera)   | D     | Paulo Scherer        |
| 16 | Rep. Ceca (bandiera) | A     | Pavel David          |
| 17 | Germania (bandiera)  | D     | Jörn Nowak           |

| N. |                                | Ruolo | Calciatore       |
| -- | ------------------------------ | ----- | ---------------- |
| 18 | Germania (bandiera)            | C     | Tony Schnuphase  |
| 19 | Germania (bandiera)            | P     | Sebastian Bach   |
| 20 | Ghana (bandiera)               | A     | Joseph Mensah    |
| 21 | Germania (bandiera)            | D     | Justus Six       |
| 22 | Brasile (bandiera)             | A     | Caysa da Silva   |
| 23 | Germania (bandiera)            | A     | Christian Beck   |
| 24 | Germania (bandiera)            | C     | Carsten Weis     |
| 25 | Serbia e Montenegro (bandiera) | C     | Andreas Anicic   |
| 28 | Germania (bandiera)            | P     | Dirk Orlishausen |
| 29 | Germania (bandiera)            | D     | Robert Stark     |
| 30 | RD del Congo (bandiera)        | A     | Dominick Kumbela |
| 32 | Germania (bandiera)            | C     | Rainer Müller    |
| 33 | Nuova Zelanda (bandiera)       | A     | Andrew Aris      |
| 34 | Germania (bandiera)            | A     | Martin Ullmann   |

## Organigramma societario
Area tecnica
- Allenatore: Pavel Dočev
- Allenatore in seconda: Heiko Nowak
- Preparatore dei portieri:
- Preparatori atletici:
- Analisi video:

## Calciomercato

### Sessione estiva
| Acquisti | Acquisti          | Acquisti            | Acquisti |
| R.       | Nome              | da                  | Modalità |
| -------- | ----------------- | ------------------- | -------- |
| P        | Sebastian Bach    | Rot-Weiß Erfurt U19 |          |
| C        | Björn Brunnemann  | Energie Cottbus     |          |
| A        | Caysa da Silva    | Rot-Weiß Erfurt II  |          |
| P        | Stephan Essig     | Greuther Fürth      |          |
| C        | Ilija Gruev       | Uerdingen 05        |          |
| D        | Matthias Holst    | Hansa Rostock II    |          |
| A        | Sokol Kacani      | Blau-Weiß Linz      |          |
| C        | Rico Kühne        | Dinamo Dresda       |          |
| A        | Joseph Mensah     | Rot-Weiß Erfurt II  |          |
| D        | Jörn Nowak        | Rot-Weiß Erfurt U19 |          |
| P        | Dirk Orlishausen  | FSV Sömmerda        |          |
| C        | Silvio Pätz       | Rot-Weiss Essen     |          |
| P        | Michael Ratajczak | LR Ahlen            |          |
| D        | Justus Six        | Rot-Weiß Erfurt II  |          |
| D        | Robert Stark      | Rot-Weiß Erfurt U19 |          |
| C        | Carsten Weis      | Rot-Weiß Erfurt U19 |          |

| Cessioni | Cessioni                    | Cessioni            | Cessioni |
| R.       | Nome                        | a                   | Modalità |
| -------- | --------------------------- | ------------------- | -------- |
| D        | Éric Akoto                  | Admira Wacker M.    |          |
| C        | Angelo Barletta             | Siegen              |          |
| A        | Najeh Braham                | Eintracht Treviri   |          |
| D        | Henning Bürger              | Carl Zeiss Jena U19 |          |
| C        | Markus Dworrak              | Energie Cottbus     |          |
| D        | David Fall                  | Paderborn           |          |
| C        | Oliver Glöden               | Kickers Emden       |          |
| D        | Stephan Keller (calciatore) | RKC Waalwijk        |          |
| D        | Ralf Klingmann              | Coblenza            |          |
| A        | George Koumantarakis        | Greuther Fürth      |          |
| D        | Sven Kresin                 | Austria Lustenau    |          |
| C        | Markus Kreuz                | Real Murcia         |          |
| A        | Enrico Neitzel              | Lubecca             |          |
| D        | Andreas Richter             | Coblenza            |          |
| A        | Senad Tiganj                | Wacker Burghausen   |          |
| D        | Torsten Traub               | Augusta             |          |
| P        | René Twardzik               | Sachsen Lipsia      |          |
| A        | John van Buskirk            | Kickers Emden       |          |
| D        | Rudolf Zedi                 | Aalen               |          |

### Sessione invernale
| Acquisti | Acquisti      | Acquisti   | Acquisti |
| R.       | Nome          | da         | Modalità |
| -------- | ------------- | ---------- | -------- |
| D        | Stephan Hanke | Amburgo II |          |

| Cessioni | Cessioni       | Cessioni             | Cessioni |
| R.       | Nome           | a                    | Modalità |
| -------- | -------------- | -------------------- | -------- |
| A        | Sokol Kacani   | Kickers Stoccarda II |          |
| P        | Stephan Essig  | Rot-Weiß Erfurt II   |          |
| A        | Robert Fischer | Sachsen Lipsia       |          |

## Risultati

### Regionalliga

#### Girone di andata
| Arbitro: | Winkmann |

|                                                      |           |                                             |
| David 36’, 73’ (rig.) Onwuzuruike 55’ Hebestreit 79’ | Marcatori | 20’ Schlösser 29’ Chitsulo 76’ (rig.) Tosun |

| Arbitro: | Rafati |

|         |           |  |
| Luz 67’ | Marcatori |  |

| Arbitro: | Bornhöft |

|                            |           |  |
| Brunnemann 10’ Bertram 25’ | Marcatori |  |

| Arbitro: | Steinhaus-Webb |

|                                   |           |  |
| Peitz 32’ Artmann 60’ Banecki 61’ | Marcatori |  |

| 24 agosto 2005 5ª giornata |  | – turno di riposo |  |  |

| Arbitro: | Borsch |

|                |           |  |
| Brunnemann 90’ | Marcatori |  |

| Arbitro: | Henschel |

|                            |           |                |
| Doğan 1’ Möckel 90’ (rig.) | Marcatori | 49’ Brunnemann |

| Arbitro: | Hagen |

|                         |           |                        |
| Gruev 3’ Hebestreit 90’ | Marcatori | 27’ Barth 85’ Feinbier |

| Arbitro: | Kunsleben |

|             |           |  |
| Gatarić 21’ | Marcatori |  |

| Arbitro: | Schriever |

|           |           |                    |
| David 51’ | Marcatori | 65’, 89’ Heinzmann |

| Arbitro: | Bippen |

|                                       |           |                          |
| Röttger 23’ Bendovskyi 44’ Döpper 88’ | Marcatori | 10’ David 63’ Brunnemann |

| Arbitro: | Gerber |

|                           |           |  |
| Mensah 66’ Brunnemann 90’ | Marcatori |  |

| Arbitro: | Kuhl |

|                      |           |                         |
| Yilmaz 2’ Gockel 82’ | Marcatori | 11’ Pätz 38’ Schnetzler |

| Arbitro: | Weiner |

|                |           |  |
| Hebestreit 23’ | Marcatori |  |

| Arbitro: | Meyer |

|                       |           |  |
| Werner 12’ Hähnge 60’ | Marcatori |  |

| Arbitro: | Maier |

|                      |           |                          |
| Lindemann 23’ (aut.) | Marcatori | 42’ Würll 62’, 90’ Dobrý |

| Arbitro: | Seemann |

|                                |           |  |
| Feldhoff 15’ Reichenberger 25’ | Marcatori |  |

| Arbitro: | Schmidt |

|                                      |           |               |
| Six 3’ David 21’, 74’ Schnetzler 82’ | Marcatori | 39’ Katriniok |

| Arbitro: | Frank |

|                                             |           |  |
| Boskovic 1’, 38’, 79’ Çalık 31’ Wehlage 34’ | Marcatori |  |

#### Girone di ritorno
| Arbitro: | Kleve |

|           |           |                  |
| Alushi 4’ | Marcatori | 85’ (rig.) David |

| Arbitro: | Perl |

|                                |           |                    |
| Hebestreit 2’ David 20’ (rig.) | Marcatori | 87’ Mazingu-Dinzey |

| Arbitro: | Gorniak |

|                                      |           |  |
| Zott 13’ Fillinger 21’ Feilhaber 65’ | Marcatori |  |

| Arbitro: | Borsch |

|           |           |  |
| Holst 82’ | Marcatori |  |

| 18 febbraio 2006 24ª giornata |  | – turno di riposo |  |  |

| Emden 25 febbraio 2006, ore 14:00 CET 25ª giornata | Kickers Emden | 0 – 0 referto | Rot-Weiß Erfurt | Embdena-Stadion (1 800 spett.)\| Arbitro: \| Metzger \| |
| Arbitro:                                           | Metzger       |               |                 |                                                         |

| Erfurt 28 marzo 2006, ore 19:30 CEST 26ª giornata | Rot-Weiß Erfurt | 0 – 0 referto | Lubecca | Steigerwaldstadion (3 357 spett.)\| Arbitro: \| Schriever \| |
| Arbitro:                                          | Schriever       |               |         |                                                              |

| Arbitro: | Schößling |

|                                            |           |                     |
| Lambertz 71’ Podszus 77’ Heeren 90’ (rig.) | Marcatori | 28’, 78’ Brunnemann |

| Erfurt 21 marzo 2006, ore 19:30 CET 28ª giornata | Rot-Weiß Erfurt | 0 – 0 referto | RW Oberhausen | Steigerwaldstadion (3 404 spett.)\| Arbitro: \| Willenborg \| |
| Arbitro:                                         | Willenborg      |               |               |                                                               |

| Arbitro: | Gorniak |

|                    |           |  |
| Bayertz 90’ (rig.) | Marcatori |  |

| Arbitro: | Kircher |

|                                          |           |           |
| David 41’ Brunnemann 48’ Onwuzuruike 90’ | Marcatori | 32’ Tadić |

| Arbitro: | Schmidt |

|            |           |  |
| Hoeneß 75’ | Marcatori |  |

| Arbitro: | Pflaum |

|                |           |               |
| Hebestreit 80’ | Marcatori | 90’ Brinkmann |

| Arbitro: | Metzen |

|  |           |                |
|  | Marcatori | 12’ Hebestreit |

| Arbitro: | Schalk |

|  |           |          |
|  | Marcatori | 17’ Maul |

| Kiel 6 maggio 2006, ore 14:00 CEST 35ª giornata | Holstein Kiel | 0 – 0 referto | Rot-Weiß Erfurt | Holstein-Stadion (3 915 spett.)\| Arbitro: \| Wagner \| |
| Arbitro:                                        | Wagner        |               |                 |                                                         |

| Arbitro: | Kristek |

|           |           |             |
| Hanke 60’ | Marcatori | 43’ Schanda |

| Arbitro: | Meyer |

|            |           |                                                                  |
| Toborg 88’ | Marcatori | 13’ Schnetzler 22’ David 37’ Kühne 65’ Brunnemann 83’ Schnuphase |

| Arbitro: | Grudzinski |

|  |           |            |
|  | Marcatori | 51’ Bilgin |

### Coppa di Germania
| Arbitro: | Henschel |

|                                |           |              |
| Hebestreit 53’ Brunnemann 116’ | Marcatori | 56’ Paulinho |

| Arbitro: | Schriever |

|                      |           |                                             |
| David 38’ Mensah 68’ | Marcatori | 25’, 27’ Sanogo 70’ Engelhardt 75’ Altıntop |

## Statistiche

### Statistiche di squadra
| Competizione      | Punti | In casa | In casa | In casa | In casa | In casa | In casa | In trasferta | In trasferta | In trasferta | In trasferta | In trasferta | In trasferta | Totale | Totale | Totale | Totale | Totale | Totale | DR |
| Competizione      | Punti | G       | V       | N       | P       | Gf      | Gs      | G            | V            | N            | P            | Gf           | Gs           | G      | V      | N      | P      | Gf     | Gs     | DR |
| ----------------- | ----- | ------- | ------- | ------- | ------- | ------- | ------- | ------------ | ------------ | ------------ | ------------ | ------------ | ------------ | ------ | ------ | ------ | ------ | ------ | ------ | -- |
| Regionalliga nord | 42    | 18      | 9       | 5       | 4       | 26      | 17      | 18           | 2            | 4            | 12           | 14           | 31           | 36     | 11     | 9      | 16     | 40     | 48     | -8 |
| Coppa di Germania | -     | 2       | 1       | 0       | 1       | 4       | 5       | 0            | 0            | 0            | 0            | 0            | 0            | 2      | 1      | 0      | 1      | 4      | 5      | -1 |
| Totale            | 42    | 20      | 10      | 5       | 5       | 30      | 22      | 18           | 2            | 4            | 12           | 14           | 31           | 38     | 12     | 9      | 17     | 44     | 53     | -9 |

### Andamento in campionato
| Giornata  | 1 | 2 | 3 | 4 | 5  | 6 | 7 | 8 | 9  | 10 | 11 | 12 | 13 | 14 | 15 | 16 | 17 | 18 | 19 | 20 | 21 | 22 | 23 | 24 | 25 | 26 | 27 | 28 | 29 | 30 | 31 | 32 | 33 | 34 | 35 | 36 | 37 | 38 |
| --------- | - | - | - | - | -- | - | - | - | -- | -- | -- | -- | -- | -- | -- | -- | -- | -- | -- | -- | -- | -- | -- | -- | -- | -- | -- | -- | -- | -- | -- | -- | -- | -- | -- | -- | -- | -- |
| Luogo     | C | T | C | T |    | C | T | C | T  | C  | T  | C  | T  | C  | T  | C  | T  | C  | T  | T  | C  | T  | C  |    | T  | C  | T  | C  | T  | C  | T  | C  | T  | C  | T  | C  | T  | C  |
| Risultato | V | P | V | P |    | V | P | N | P  | P  | P  | V  | N  | V  | P  | P  | P  | V  | P  | N  | V  | P  | V  |    | N  | N  | P  | N  | P  | V  | P  | N  | V  | P  | N  | N  | V  | P  |
| Posizione | 4 | 9 | 7 | 8 | 10 | 9 | 9 | 9 | 11 | 12 | 13 | 11 | 11 | 10 | 11 | 13 | 13 | 11 | 11 | 11 | 11 | 11 | 11 | 11 | 11 | 11 | 14 | 13 | 14 | 12 | 13 | 13 | 12 | 14 | 15 | 15 | 14 | 14 |

Legenda:

Luogo: C = Casa; T = Trasferta. Risultato: V = Vittoria; N = Pareggio; P = Sconfitta.

### Statistiche dei giocatori
| Giocatore      | Regionalliga nord | Regionalliga nord | Regionalliga nord | Regionalliga nord | Coppa di Germania | Coppa di Germania | Coppa di Germania | Coppa di Germania | Totale   | Totale | Totale      | Totale     |
| Giocatore      | Presenze          | Reti              | Ammonizioni       | Espulsioni        | Presenze          | Reti              | Ammonizioni       | Espulsioni        | Presenze | Reti   | Ammonizioni | Espulsioni |
| -------------- | ----------------- | ----------------- | ----------------- | ----------------- | ----------------- | ----------------- | ----------------- | ----------------- | -------- | ------ | ----------- | ---------- |
| A. Anicic      | 15                | 0                 | 3                 | 0                 | 1                 | 0                 | 0                 | 0                 | 16       | 0      | 3           | 0          |
| A. Aris        | 4                 | 0                 | 0                 | 0                 | 0                 | 0                 | 0                 | 0                 | 4        | 0      | 0           | 0          |
| S. Bach        | 0                 | 0                 | 0                 | 0                 | 0                 | 0                 | 0                 | 0                 | 0        | 0      | 0           | 0          |
| C. Beck        | 3                 | 0                 | 0                 | 0                 | 0                 | 0                 | 0                 | 0                 | 3        | 0      | 0           | 0          |
| T. Bertram     | 33                | 1                 | 6                 | 0                 | 2                 | 0                 | 0                 | 0                 | 35       | 1      | 6           | 0          |
| B. Brunnemann  | 34                | 9                 | 5                 | 1                 | 2                 | 1                 | 2                 | 0                 | 36       | 10     | 7           | 1          |
| P. David       | 31                | 10                | 5                 | 0                 | 2                 | 1                 | 0                 | 0                 | 33       | 11     | 5           | 0          |
| R. Fischer     | 4                 | 0                 | 0                 | 0                 | 1                 | 0                 | 0                 | 0                 | 5        | 0      | 0           | 0          |
| I. Gruev       | 18                | 1                 | 2                 | 0                 | 1                 | 0                 | 0                 | 0                 | 19       | 1      | 2           | 0          |
| S. Hanke       | 15                | 1                 | 3                 | 0                 | 0                 | 0                 | 0                 | 0                 | 15       | 1      | 3           | 0          |
| R. Hebestreit  | 28                | 6                 | 6                 | 0                 | 2                 | 1                 | 0                 | 0                 | 30       | 7      | 6           | 0          |
| M. Holst       | 33                | 1                 | 13                | 0                 | 2                 | 0                 | 0                 | 0                 | 35       | 1      | 13          | 0          |
| S. Kacani      | 11                | 0                 | 1                 | 0                 | 1                 | 0                 | 0                 | 0                 | 12       | 0      | 1           | 0          |
| D. Kumbela     | 14                | 0                 | 1                 | 1                 | 0                 | 0                 | 0                 | 0                 | 14       | 0      | 1           | 1          |
| R. Kühne       | 28                | 1                 | 3                 | 0                 | 0                 | 0                 | 0                 | 0                 | 28       | 1      | 3           | 0          |
| J. Mensah      | 12                | 1                 | 1                 | 0                 | 1                 | 1                 | 0                 | 0                 | 13       | 2      | 1           | 0          |
| R. Müller      | 3                 | 0                 | 0                 | 0                 | 0                 | 0                 | 0                 | 0                 | 3        | 0      | 0           | 0          |
| J. Nowak       | 19                | 0                 | 5                 | 0                 | 2                 | 0                 | 0                 | 0                 | 21       | 0      | 5           | 0          |
| H. Onwuzuruike | 24                | 2                 | 4                 | 1                 | 1                 | 0                 | 0                 | 0                 | 25       | 2      | 4           | 1          |
| D. Orlishausen | 26                | 0                 | 0                 | 0                 | 1                 | 0                 | 0                 | 0                 | 27       | 0      | 0           | 0          |
| S. Pätz        | 32                | 1                 | 3                 | 0                 | 2                 | 0                 | 0                 | 0                 | 34       | 1      | 3           | 0          |
| M. Ratajczak   | 10                | 0                 | 0                 | 0                 | 1                 | 0                 | 0                 | 0                 | 11       | 0      | 0           | 0          |
| P. Scherer     | 5                 | 0                 | 0                 | 0                 | 1                 | 0                 | 0                 | 0                 | 6        | 0      | 0           | 0          |
| A. Schnetzler  | 27                | 3                 | 10                | 0                 | 2                 | 0                 | 1                 | 0                 | 29       | 3      | 11          | 0          |
| T. Schnuphase  | 12                | 1                 | 2                 | 0                 | 0                 | 0                 | 0                 | 0                 | 12       | 1      | 2           | 0          |
| C. Silva       | 3                 | 0                 | 0                 | 0                 | 0                 | 0                 | 0                 | 0                 | 3        | 0      | 0           | 0          |
| J. Six         | 26                | 1                 | 5                 | 0                 | 2                 | 0                 | 1                 | 0                 | 28       | 1      | 6           | 0          |
| R. Stark       | 11                | 0                 | 1                 | 0                 | 1                 | 0                 | 0                 | 0                 | 12       | 0      | 1           | 0          |
| M. Ullmann     | 1                 | 0                 | 0                 | 0                 | 0                 | 0                 | 0                 | 0                 | 1        | 0      | 0           | 0          |
| C. Weis        | 4                 | 0                 | 0                 | 0                 | 0                 | 0                 | 0                 | 0                 | 4        | 0      | 0           | 0          |